# Illawarriors
Les  Illawarriors  sont une équipe de rugby à XV basée à Illawarra en Nouvelle-Galles du Sud en Australie. 
Situés dans la région côtière au nord de Sydney, elle représente Illawarra Rugby, l’un des onze districts de la New South Wales Country Rugby Union. Les Illawarriors puisent leurs joueurs dans une quinzaine de clubs et ont remporté le championnat interdistricts, la Caldwell Cup, à neuf reprises.
En compagnie des Central Coast Waves, l’équipe a été invitée à participer au Shute Shield, compétition réservée jusque-là aux seuls clubs de Sydney, dans le but de développer le rugby en dehors des très grandes villes.

## Palmarès
- Caldwell Cup (9) : 1968, 1972, 1974, 1983, 1985, 1990, 1991, 1994, 2004